# Plagiochila incurvicolla
Plagiochila incurvicolla là một loài rêu trong họ Plagiochilaceae. Loài này được Gottsche, Lindenb. & Nees mô tả khoa học đầu tiên năm 1847.
Danh pháp khoa học của loài này chưa được làm sáng tỏ. 